# Downhill (2020)
Downhill is een Amerikaanse zwarte komedie uit 2020 onder regie van Nat Faxon en Jim Rash. Het is een Engelstalige remake van de Zweedse film Turist (2014). De hoofdrollen worden vertolkt door Julia Louis-Dreyfus en Will Ferrell.

## Verhaal
Wanneer een getrouwd koppel tijdens een skivakantie in de Alpen door een lawine wordt opgeschrikt, ontstaat er een vertrouwensbreuk en komt hun huwelijk onder druk te staan.

## Rolverdeling
| Acteur              | Personage    |
| ------------------- | ------------ |
| Julia Louis-Dreyfus | Billie       |
| Will Ferrell        | Pete         |
| Miranda Otto        | Charlotte    |
| Zoë Chao            | Rosie        |
| Zach Woods          | Zach         |
| Kristofer Hivju     | Michel       |
| Alex Macqueen       | Charlie      |
| Julian Grey         | Finn Stanton |
| Ammon Jacob Ford    | Emerson      |

## Productie
In november 2018 raakte bekend dat Julia Louis-Dreyfus en Will Ferrell zouden samenwerken aan een remake van de Zweedse komedie Turist (2014). Nat Faxon en Jim Rash werden in dienst genomen om het project te schrijven en regisseren. Een maand later werd de cast uitgebreid met Miranda Otto, Zoë Chao en Zach Woods. Ook de Noorse acteur Kristofer Hivju, die ook in de oorspronkelijke Zweedse film meespeelde, kreeg een rol in de remake. De opnames voor de film gingen in januari 2019 van start in Oostenrijk.
Op 26 januari 2020 ging de film op het Sundance Film Festival in première.